# Општина Унгени (Муреш)
Унгени (рум. Ungheni) општина је у Румунији у округу Муреш.
Oпштина се налази на надморској висини од 291 m.